# Khatib (metrostation)
Khatib is een metrostation van de metro van Singapore aan de North South Line.